# Lúthien
Lúthien är en fiktiv karaktär i J.R.R. Tolkiens fantasyvärld Midgård. Lúthien var dotter till alvkonungen Thingol och maian Melian i landet Doriath. Hon ansågs vara den vackraste alv som någonsin vandrat i Midgård. Hon blev förälskad i människan Beren, som blev lika förälskad i henne och gav henne tillnamnet Tinúviel som betyder näktergal.
Thingol ville inte tillåta deras kärlekshistoria utan skickade iväg Beren för att ta tillbaka en av silmarillerna från Morgoth, övertygad om att detta skulle leda till Berens död. Då rymde Lúthien, och tillsammans med hunden Huan räddade hon Beren ur fångenskap hos Morgoths främste tjänare Sauron. Senare lyckades de – mycket tack vare hennes och Huans magi – ta loss silmarillen från Morgoths krona, men den råkade bli svald av vargen Carcharoth som ingick i Morgoths stab.
Sedan gick de tillbaka till Thingols hov och berättade allt som hade hänt, och han gick med på att de gifte sig. Kort senare dog Beren av Carcharoths käftar när besten penetrerade Doriath, och Lúthien följde efter honom till Mandos salar och lyckades genom en sång övertala valarna att låta dem båda två återvända som dödliga.
Hon slutade sina dagar på ön Tol Galen (den gröna ön) i floden Gelion. Hon är den enda alven som dött "på riktigt" och alverna sörjer henne ännu i sina sånger.